# Naslavcea
Naslavcea è un comune della Moldavia situato nel distretto di Ocnița di 1.130 abitanti al censimento del 2004